# منطقة عثمان أباد
عثمان أباد رمزها «OS» (بالإنجليزية: Osmanabad)‏ ، هو تقسيم إداري لدولة الهند تتبع ولاية ماهاراشترا (بالإنجليزية: Maharashtra)‏ ، مركزها هو مدينة عثمان أباد (بالإنجليزية: Osmanabad)‏ عدد سكانها حسب تعداد سنة 2001 هو 1,472,256 ، مساحتها 7,569 كم² وكثافة السكان 195 لكل كم² .